# Cordier (instrument)
Pour les articles homonymes, voir cordier (homonymie).

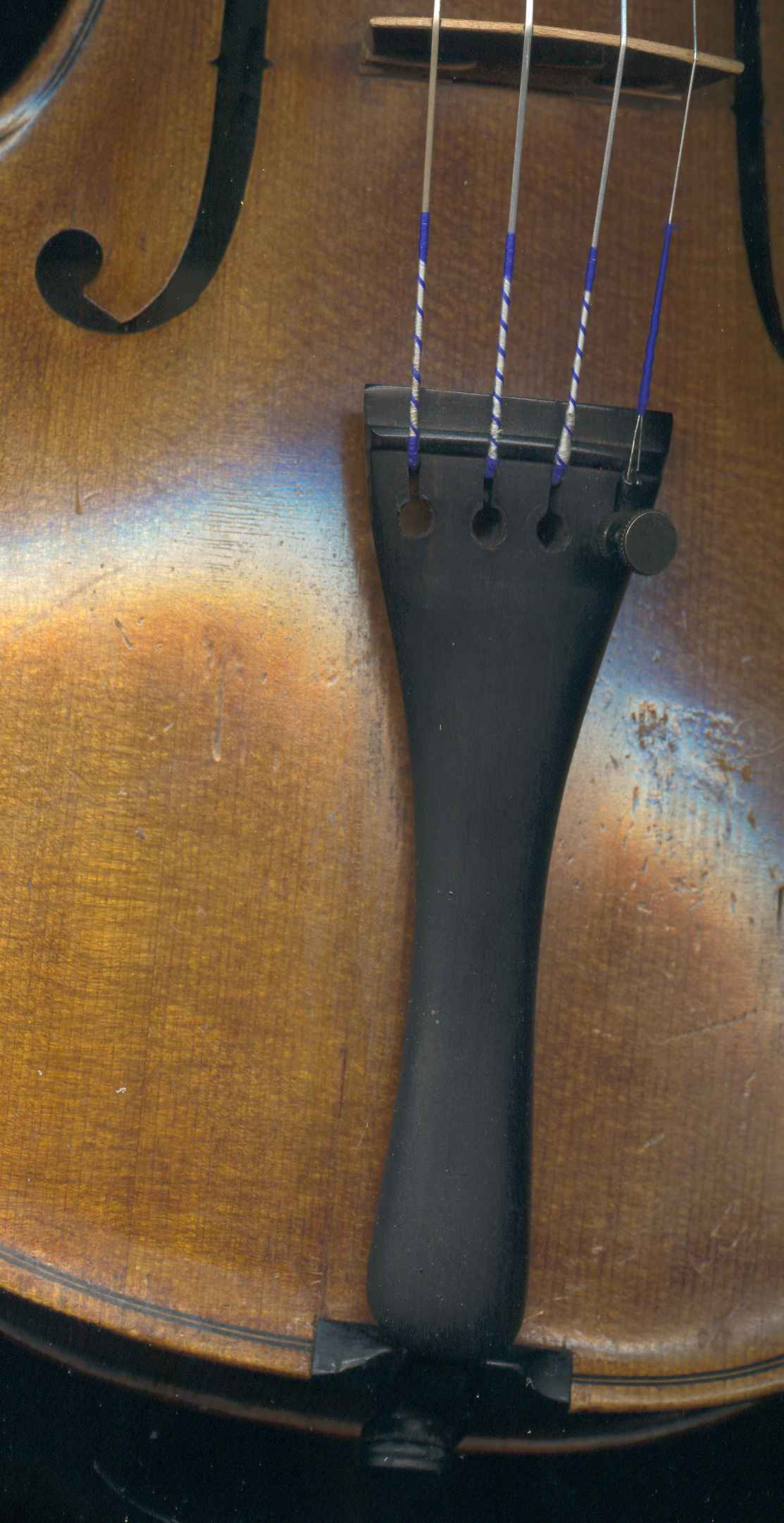
Cordier d'un violon

Un cordier est, en musique, un élément d'un instrument à cordes. Simple pièce de bois ou de métal ou système très sophistiqué, le cordier de certains instruments à cordes pincées ou frottées est le dispositif permettant d'ancrer une des extrémités de chaque corde. L'autre extrémité est généralement fixée à un système permettant de régler la tension de la corde (cheville, mécanique).